# Acalymma porosum
Acalymma porosum es un coleóptero de la familia Chrysomelidae.
Fue descrita en 1887 por Jacoby.